# Bilis Club
El Bilis Club fue una tertulia literaria y crítica creada en 1871, en Madrid, por Félix González Llana, Tirso Rodrigáñez y Sagasta, José Sánchez Guerra, Leopoldo Alas, Clarín, Tomás Tuero, Pío Rubín, Marcos Zapata Mañas, José Ortega Munilla, Armando Palacio Valdés, Eugenio Sellés, Francisco Flores García, Luis Taboada y Adolfo Posada, entre otros estudiantes de Derecho. En su origen se reunían en la Cervecería Inglesa, en la carrera de San Jerónimo, y luego en la Cervecería Escocesa de la calle del Príncipe, para terminar sus últimos días en el café Nueva Iberia.

## Historia
Al principio lo constituía la redacción de la última etapa del diario sagastino La Iberia, y pronto llegó a formarse una mordaz «sociedad literaria sin reglamento, sin junta directiva y sin domicilio». A causa de su agudo talante crítico y de que, según Adolfo Posada, «los chistes malos se castigasen como delitos comunes», José Ortega Munilla, padre del filósofo José Ortega y Gasset bautizó esta tertulia como Bilis Club. En ella dominaban los asturianos y de ella surgieron los tres números de la revista satírica Rabagás (periódico audaz) (1872) y la propuesta del homenaje a Benito Pérez Galdós (1883), convocada por Armando Palacio Valdés y finalmente celebrado en marzo de 1884, en el que participaron, además de la plana mayor del Bilis y el grueso de los naturalistas y ateneístas, personajes literarios del momento como Echegaray y Campoamor, o políticos de la talla de Castelar y Cánovas. 
En esta tertulia se fraguaban las agudas y descarnadas críticas literarias que luego publicaría Leopoldo Alas con el seudónimo calderoniano de «Clarín», que surgió en 1875 en un artículo periodístico publicado en el diario madrileño El Solfeo. Este espíritu burlón y demoledor también tenía asiento en los pasillos y salones del Ateneo de Madrid, con su sede en la calle de la Montera. Destacaron en las críticas de “Clarín” (reunidas luego en los Solos y Paliques) y de Palacio Valdés, que publicaba sus semblanzas críticas en la Revista Europea. Algunas de sus víctimas fueron los novelistas Manuel Fernández y González, Enrique Pérez Escrich y el poeta Antonio Fernández Grilo.
Allí no se destilaba bilis ni para uso interno ni para derramarla como el calamar derrama su tinta. Lo que se derrochaba a boca llena en el Bilis era el ingenio, eso sí, más malévolo y desahogado que admirativo y sin reparar si el chiste, la murmuración, el juicio o la frase causaba una víctima en la misma tertulia o fuera de ella. No había para los contertulios prestigio sin su pero. [...] No era una cofradía, ni una empresa de elogios mutuos [...] un centro de buenas amistades, cosechadas en atmósfera de pasiones nobles y ruines entre entusiastas y maldicientes
Su equivalente en el ámbito anglosajón podría ser el Club Scriblerus londinense o la neoyorkina Mesa redonda del Algonquín. En sus últimos años, el Bilis Club estuvo compuesto por los redactores y dibujantes del Madrid Cómico: Clarín, Luis Taboada, Vital Aza, Juan Pérez Zúñiga, Sinesio Delgado, etc.